# 武州唐沢駅
武州唐沢駅（ぶしゅうからさわえき）は、埼玉県入間郡越生町大字上野にある東武鉄道越生線の駅である。駅番号はTJ 46。

## 歴史

### 年表
- 1934年（昭和9年）12月16日：開業[1]。

### 駅名の由来
当駅の近辺にある小字名「唐沢」に由来する。

## 駅構造
単式ホーム1面1線を有する地上駅。駅舎とホームは線路の南側にある。自動改札機設置。
係員が不在となる時間帯がある。その際、きっぷの精算や問い合わせは、インターフォンや集札箱での対応となる。
トイレはホーム内の駅事務所隣に設置されている。

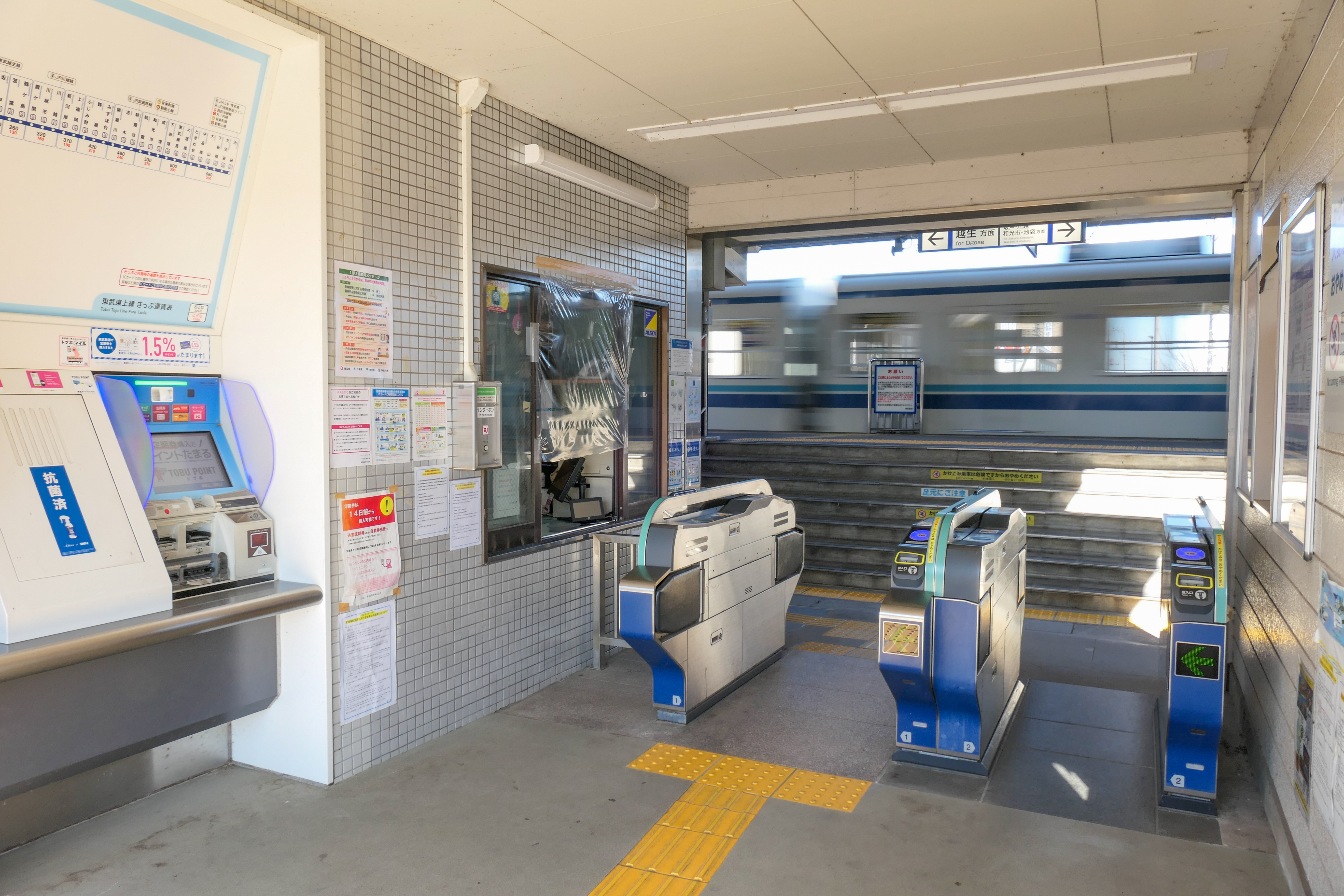
改札口（2022年2月）
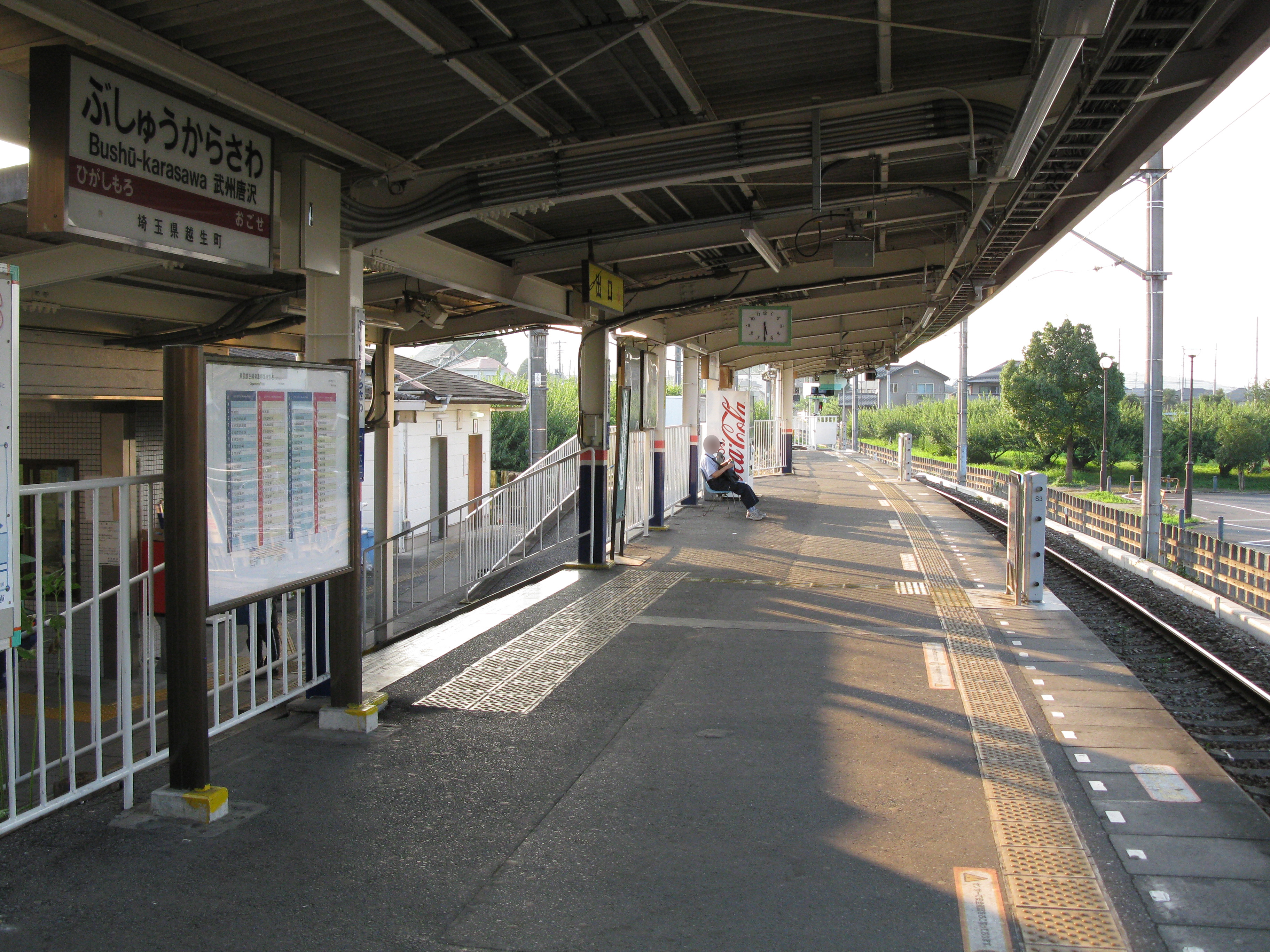
ホーム（2009年8月）

## 利用状況
2024年度の1日平均乗降人員は2,859人である。
近年の1日平均乗降人員の推移は下表のとおりである。
| 年度               | 1日平均 乗降人員 | 出典        |
| ------------------ | ---------------- | ----------- |
| 2015年（平成27年） | 2,642            | [ 東武 2 ]  |
| 2016年（平成28年） | 2,818            | [ 東武 3 ]  |
| 2017年（平成29年） | 3,056            | [ 東武 4 ]  |
| 2018年（平成30年） | 3,047            | [ 東武 5 ]  |
| 2019年（令和元年） | 2,978            | [ 東武 6 ]  |
| 2020年（令和02年） | 2,537            | [ 東武 7 ]  |
| 2021年（令和03年） | 2,659            | [ 東武 8 ]  |
| 2022年（令和04年） | 2,657            | [ 東武 9 ]  |
| 2023年（令和05年） | 2,723            | [ 東武 10 ] |
| 2024年（令和06年） | 2,859            | [ 東武 1 ]  |

## 駅周辺
- 武蔵越生高等学校
- 清和学園高等学校
- 越生工業技術専門学校
- 越生自動車学校
- 越生郵便局

## 隣の駅
東武鉄道
 越生線
東毛呂駅 (TJ 45) - 武州唐沢駅 (TJ 46) - 越生駅 (TJ 47)